# Liszkay Gusztáv
Liszkay Gusztáv (Derencsény, 1843. augusztus 2. – Selmecbánya, 1889. június 3.)  bányamérnök, bányászati szakíró. Elsősorban  a magyar műszaki és hivatalos nyelv egyik kialakítójaként tartják számon.

## Életpályája
Tanulmányait Rimaszombatban kezdte, majd Késmárkon érettségizett.  Az 1860-as években a selmeci akadémián szerzett oklevelet, bányászat-kohászat szakon. Mintegy öt éven át a bánsági vasművekben dolgozott Gerlistyén, majd fogalmazó lett a selmecbányai bányaigazgatóságnál. 1873-ban a selmeci bányaiskola szervezésével, illetve igazgatásával bízták meg. Az akadémián előadásokat is tartott.  Tanulmányai főként a Bányászati és Kohászati Lapokban és a Földtani Közlönyben jelentek meg.

## Írásaiból
- Bányatan (tankönyv; Selmecbánya, 1878)
- Selmeczvidéki ásványok előfordulásáról (Földtani Közlöny, 1876.)
- Adatok Zsarnóca vidékének földtani-bányászati viszonyaihoz (1877)
- Tiszolczi márványfajok

## Emlékezete
Sírja Selemecbányán, a Kopogtató (Klopačka) melletti evangélikus temetőben van.